# Palio di Siena

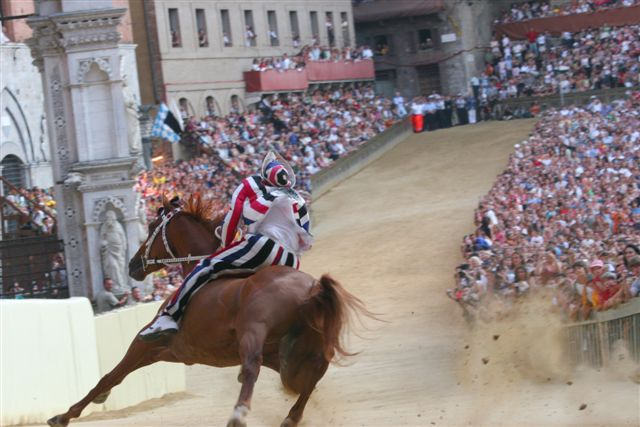
Rennszene auf der Piazza del Campo, Siena

Der Palio di Siena (manchmal auch: das Palio, ital. Il Palio) ist eines der härtesten Pferderennen der Welt. Palio bezeichnet in Italien allgemein einen Wettkampf zwischen benachbarten Gebieten, der mit Pferden ausgetragen wird. Der Palio von Siena wird auf dem zentralen Platz der Stadt ausgetragen, der Piazza del Campo. Im Rennen treten die heute 17 Contraden (dt. Gegend), die Stadtteile Sienas, gegeneinander an (siehe: Regeln). Es wird seit dem Mittelalter zweimal, in Ausnahmefällen dreimal, jährlich veranstaltet und gilt als das bedeutendste kulturelle Ereignis Sienas. Das Rennen am 2. Juli findet zu Ehren der Madonna di Provenzano (Palio di Provenzano) statt, das am 16. August zu Ehren der Maria Himmelfahrt (Palio dell'Assunta).

## Die Namensgebung
Der Name Palio kommt aus dem lateinischen pallium. Pallium bedeutet Tuch oder Umhang. Später bekam das Wort auch die Bedeutung Fahne bzw. Standarte. Als Gewinner des jeweiligen Palio di Siena erhält die jeweils siegende Contrade eine bunte Standarte als Preis (bezeichnet als Palio), die jährlich neu gestaltet wird. Diese Standarte ist ein Seidenbanner an einer Hellebarde. Verwendete Motive sind die Madonna und die Symbole der teilnehmenden Contraden.

## Die Regeln und Bedingungen
Der Palio wird normalerweise zweimal jährlich im Sommer, immer am 2. Juli und am 16. August, ausgetragen.

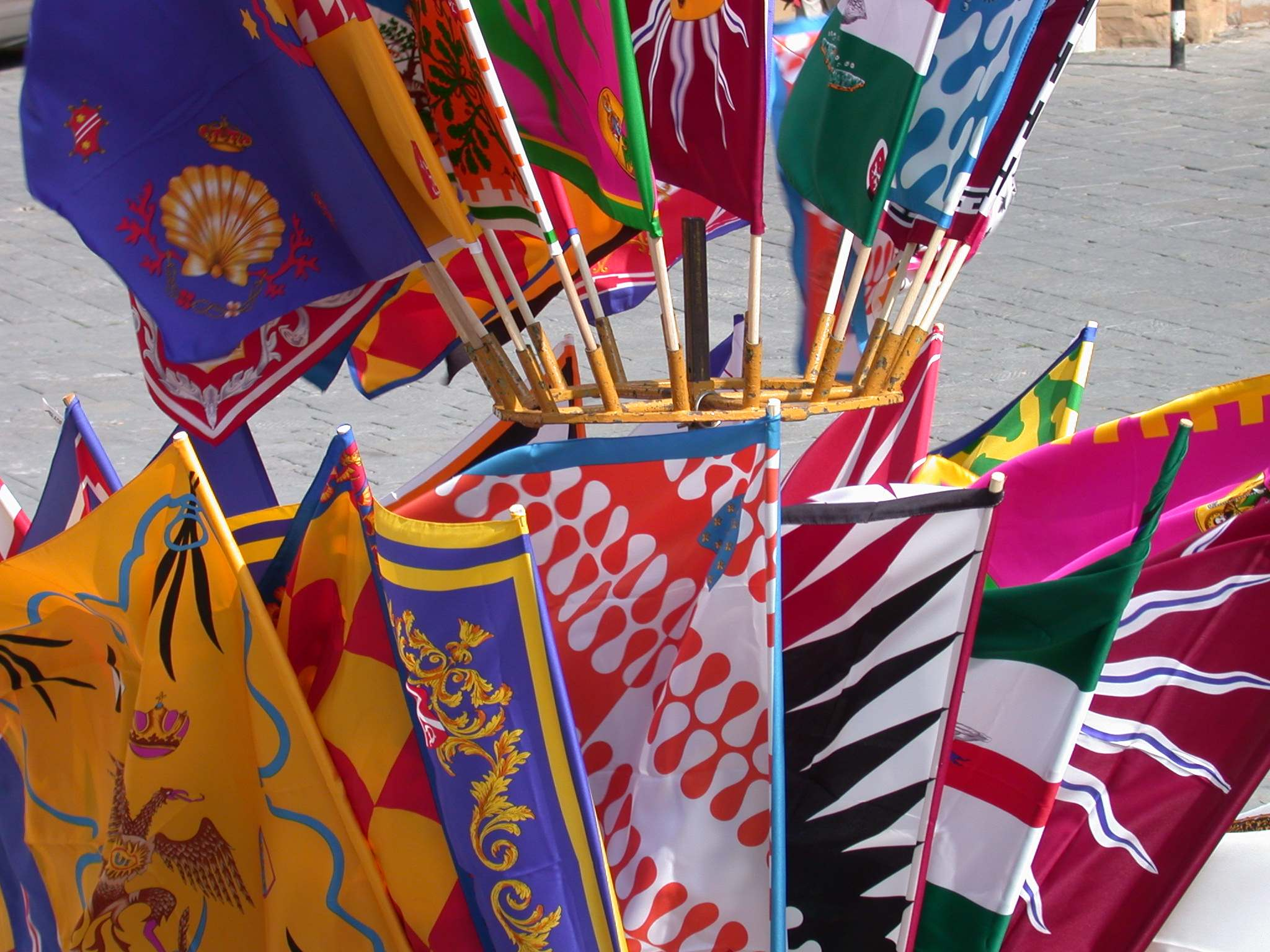
Fahnen der Contraden

Jede der 17 Contraden wird durch einen Reiter und ein Pferd repräsentiert. Beide tragen die Farben und Wappen der entsprechenden contrada.
Pro Rennen sind immer nur zehn der 17 Contraden zugelassen, und zwar immer jene sieben, die im Vorjahr beim entsprechenden Rennen aussetzen mussten, und drei Contraden, die durch das Los bestimmt werden.
Die beiden jährlichen Rennen werden unabhängig voneinander betrachtet. Das oben genannte Verfahren zur Bestimmung, welche Contrade teilnimmt, wird auf die Rennen von Juli auf Juli und auf das Rennen von August auf August getrennt angewendet. Dies erhöht die Spannung und begrenzt die Chance der Teilnahme an beiden Rennen in einem Jahr. Kann eine Contrade beide Rennen in einem Jahr gewinnen, nennt man diesen Sieg „cappotto“ (dt. Mantel). Dies kommt allerdings sehr selten vor. 2016 (Lupa), 1997 (Giraffa) und 1933 (Tartuca) waren die letzten drei cappotto-Siege. Insgesamt kam es in der Geschichte des Palio zu 17 „cappotto“, davon Giraffa, Civetta, Torre, Tartuca und Lupa je zweimal. Aquila, Istrice, Leocorno, Oca, Pantera und Selva konnten dies noch nie erreichen. Hinter fantastischen Bannern und Namen verbergen sich meist mythische, exotische und absurde Wappentiere wie Wald, Muschel, Welle, Raupe und Einhorn.
Die Pferde (Halbblüter), die bei den Rennen eingesetzt werden, befinden sich nicht im Besitz der Contraden. Eine Kommission inspiziert eine Vorauswahl von ca. 60 Pferden, von denen dann 30 Pferde vier Tage vor dem Rennen an der „batteria“ (dt. Vorrunde) teilnehmen dürfen, d. h., in sechs oder sieben Proberennen werden jene zehn Pferde ausgewählt, die am Rennen teilnehmen. Manche Pferde müssen ein zweites Mal laufen. Welches Pferd welcher Contrade zukommt, entscheidet dann wieder das Los. Diese Auslosung findet vier Tage vor dem Rennen statt und wird „tratta“ (dt. Handel) genannt. Am Jubel der Bewohner des Stadtteils kann man erkennen, ob der Stadtteil ein gutes oder schlechtes Pferd zugelost bekommen hat. Auf dieses Pferd, welches barbero (dt. Berber) genannt wird und vor dem Rennen in der Kirche der jeweiligen Contrade gesegnet wird, achtet Tag und Nacht ein Reitknecht (barbaresco).
Auch die fantini, die Reiter, sind keiner der Contraden zugehörig. Diese Jockeys werden gemietet. Der fantino erhält sein Honorar vom jeweiligen capitano (dt. Mannschaftsführer) der Contrade. Letzterer ist für vier Tage gewählt und erhält für diese Zeit absolute Machtbefugnis über seine Contrade.
Die Rennbahn ist ein ca. 300 m langer Rundkurs auf dem äußeren Ring der D-förmigen Piazza del Campo. Auf diesen Ring wird ein spezieller Belag (eine Mischung aus Tuff und Sand) in 20 cm Dicke aufgebracht und festgestampft, damit die Pferdehufe Halt finden. Die Breite der Bahn beträgt 7,5 m.
Der Einzug (passeggiata) der Contraden auf die Piazza del Campo ist sehr eindrucksvoll. Zuerst kommen die am Rennen teilnehmenden Contraden. An erster Stelle kommt der Page (figurino), welcher die Standarte der Contrade trägt, gefolgt vom Rennpferd (barbero), welches vom Reitknecht (barberesco) geführt wird. Der Jockey (fantino) folgt auf einem nur für den Einzug gestellten Paradepferd (soprallasso). Nach den teilnehmenden Contraden folgen die sieben Contraden, die nicht an diesem Rennen teilnehmen. Hinter diesen folgt der von vier Ochsen gezogene Fahnenwagen (carroccio) mit dem Palio. Dieses Banner erhält die siegreiche Contrade.

## Das Rennen selbst

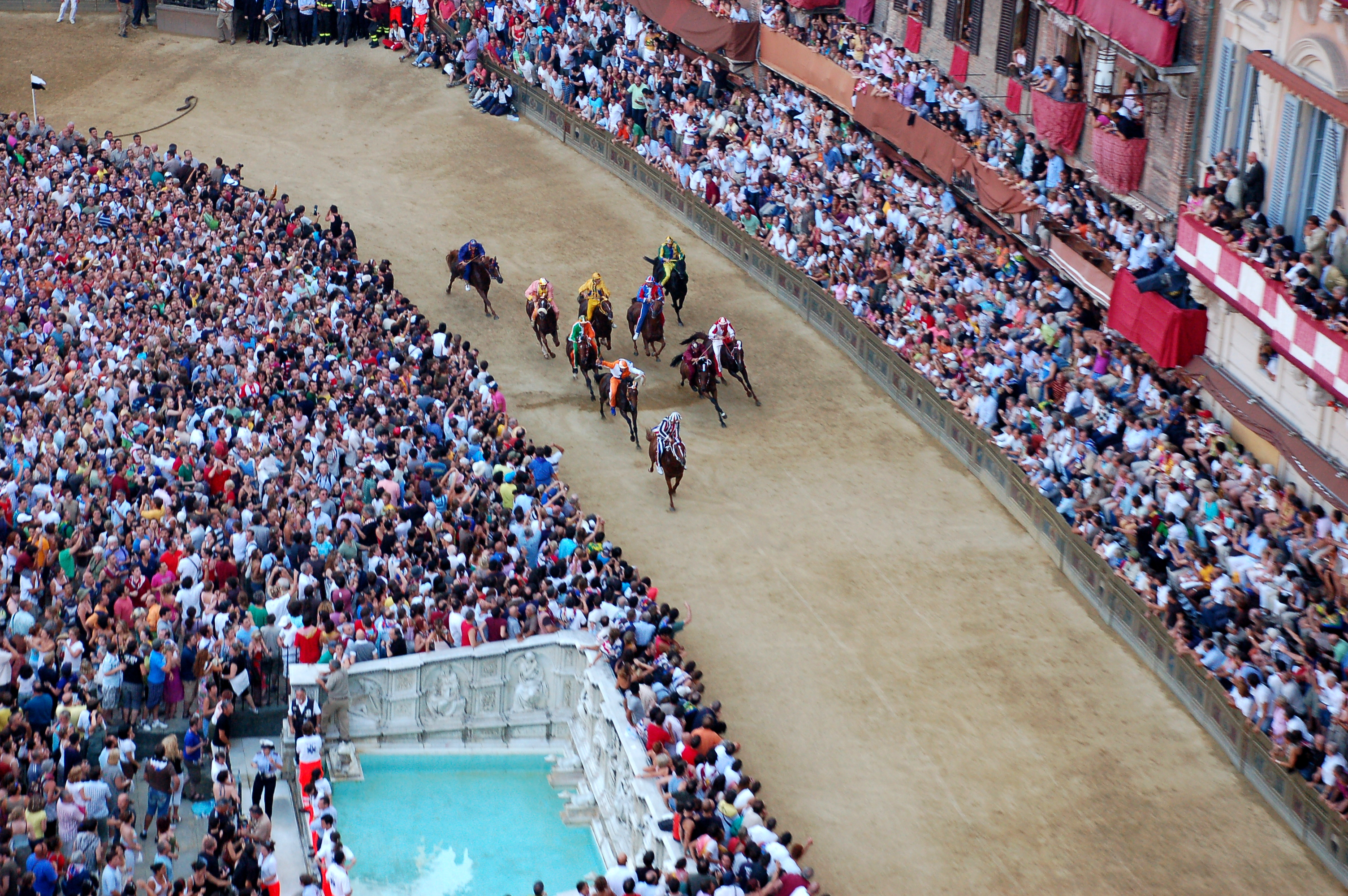
Kurz nach dem Start (2008)

Vor dem Rennen findet ein historischer Umzug statt, in dem sich die Contraden in mittelalterlichen Kostümen und ihren Wappen präsentieren. Nach dem Einzug der Contraden sorgt der Startmeister (mossiere) dafür, dass die Pferde und Reiter die korrekte Startposition, welche auch durch Los entschieden wird, einnehmen. Der Start erfolgt an der Startleine (canapo) und wird ausgelöst, wenn der zehnte Reiter in die Mossa (Startbereich) einreitet. Aufgrund der drangvollen Enge auf dem Platz und der allgemeinen Spannung ist das mehr als schwierig und so kommt es regelmäßig zu Fehlstarts.
Nach dem Start geht das Rennen dreimal um den Platz. Hierfür brauchen die Reiter auf ihren Pferden in der Regel ca. 100 Sekunden.
Die Pferde werden ungesattelt geritten. Beim Lauf selbst sind gegenseitige Behinderungen zulässig, einschließlich des Einsatzes des Ochsenziemers (nerbo) gegen die Konkurrenten (Pferd und Reiter). Einen anderen Reiter vom Pferd zu ziehen ist zwar verboten, es geschieht aber immer wieder, auch wenn ein solches Vergehen eine Strafe für den Stadtteil (und evtl. auch für den Reiter) nach sich zieht (meist Sperre für ein oder mehrere Rennen).
Gewinner ist das Pferd, welches nach der letzten Runde als erstes die Ziellinie überquert. Der Reiter muss nicht notwendigerweise ins Ziel kommen. Ein Pferd ohne Reiter nennt man „scosso“ (dt. erschüttert). Wichtig ist jedoch, dass das Pferd weiterhin das Diadem der Contrade auf seiner Stirn trägt. Verliert es dieses, ist es aus dem Rennen. Ein scosso-Sieg ist nicht selten, da das Pferd ohne Reiter schneller laufen kann. Wichtiger als der eigene Sieg ist es, einen etwaigen Sieg der verfeindeten Contrade zu verhindern.
Nach dem Sieg bekommt die siegreiche Contrade den Palio. Die siegreiche Contrade feiert teilweise mehrere Wochen. Wetten werden traditionellerweise nicht abgeschlossen, da dies Unglück bringen würde, wie die Sienesen meinen.
Im Regelfall gewinnt nicht das schnellste Pferd, sondern das glücklichste mit einem wagemutigen und geschickten Reiter. 
Der Zweitplatzierte gilt traditionell als wirklicher Verlierer, noch schlechter angesehen als der Letzte.
Seit 1970 sind ca. 50 Pferde durch Unfälle während des Rennens verendet. Italienische Tierschützer kritisieren das Rennen als Tierquälerei. Scharfe Kurven beim Parcours sorgen dafür, dass die Pferde ungebremst gegen Häuserwände laufen; an einigen Stellen wird deshalb das Mauerwerk gepolstert.
Rund 60.000 Besucher stehen im Innern der Kreisbahn, um das kaum zwei Minuten andauernde Rennen zu beobachten. Die Anziehungskraft des Palio liegt für viele Besucher darin, dass sie eine körperliche Unmittelbarkeit von Sieg und Niederlage in einer archaischen, gotischen Umgebung erleben.

## Die Contraden

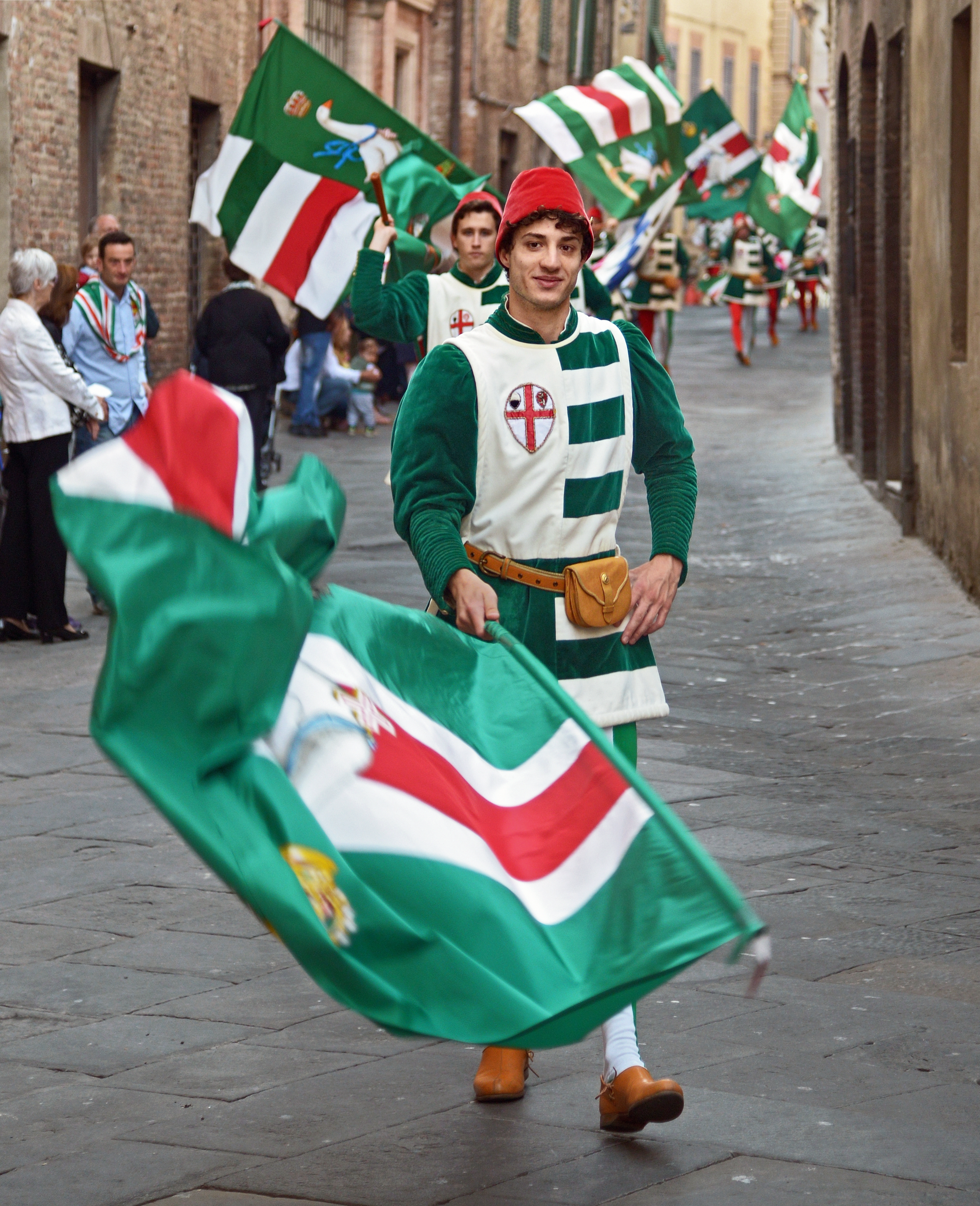
Umzug der Contrada „Oca“ („Gans“) durch die Altstadt

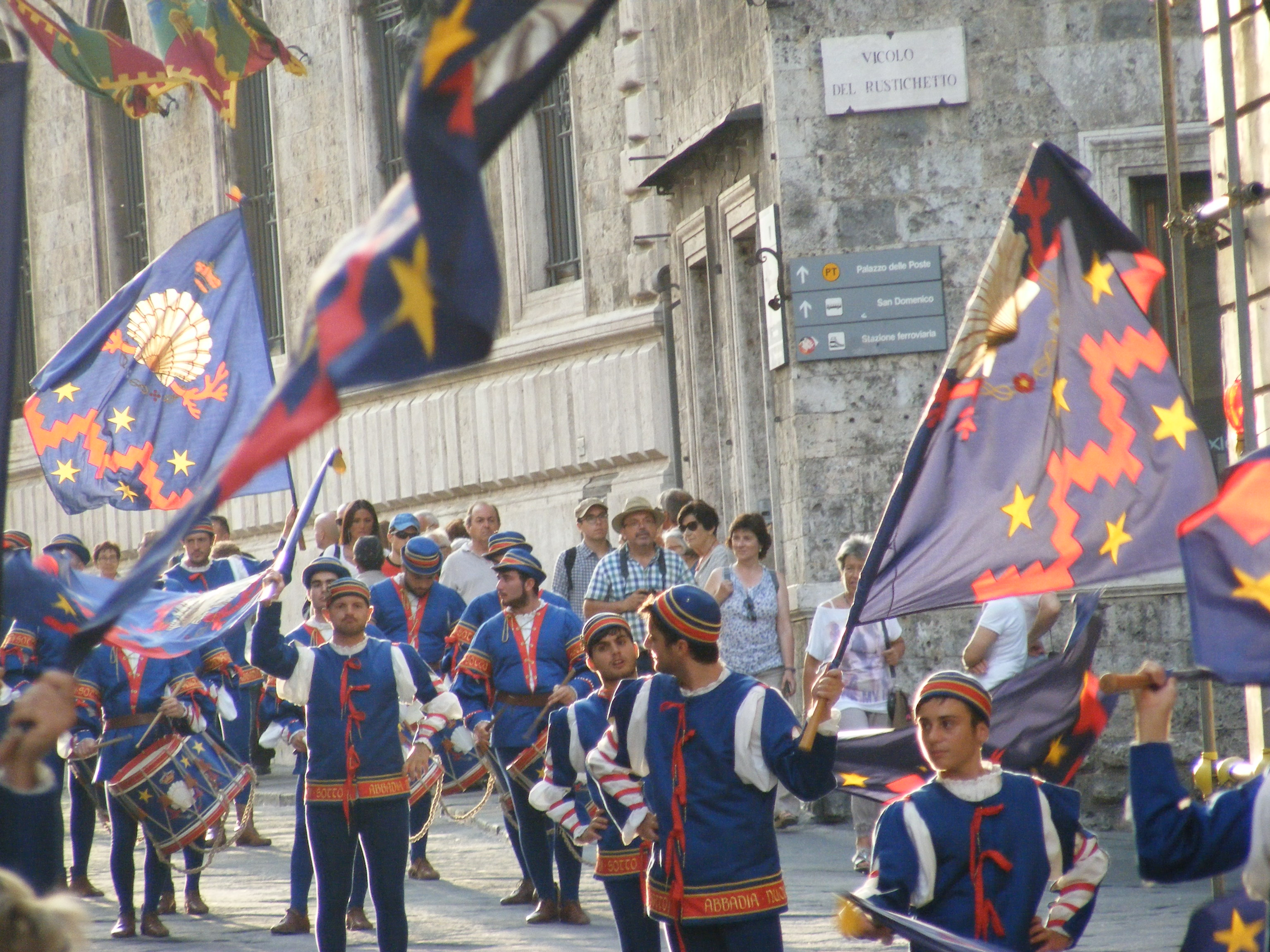
Umzug der Contrada „Nicchio“ („Muschel“)

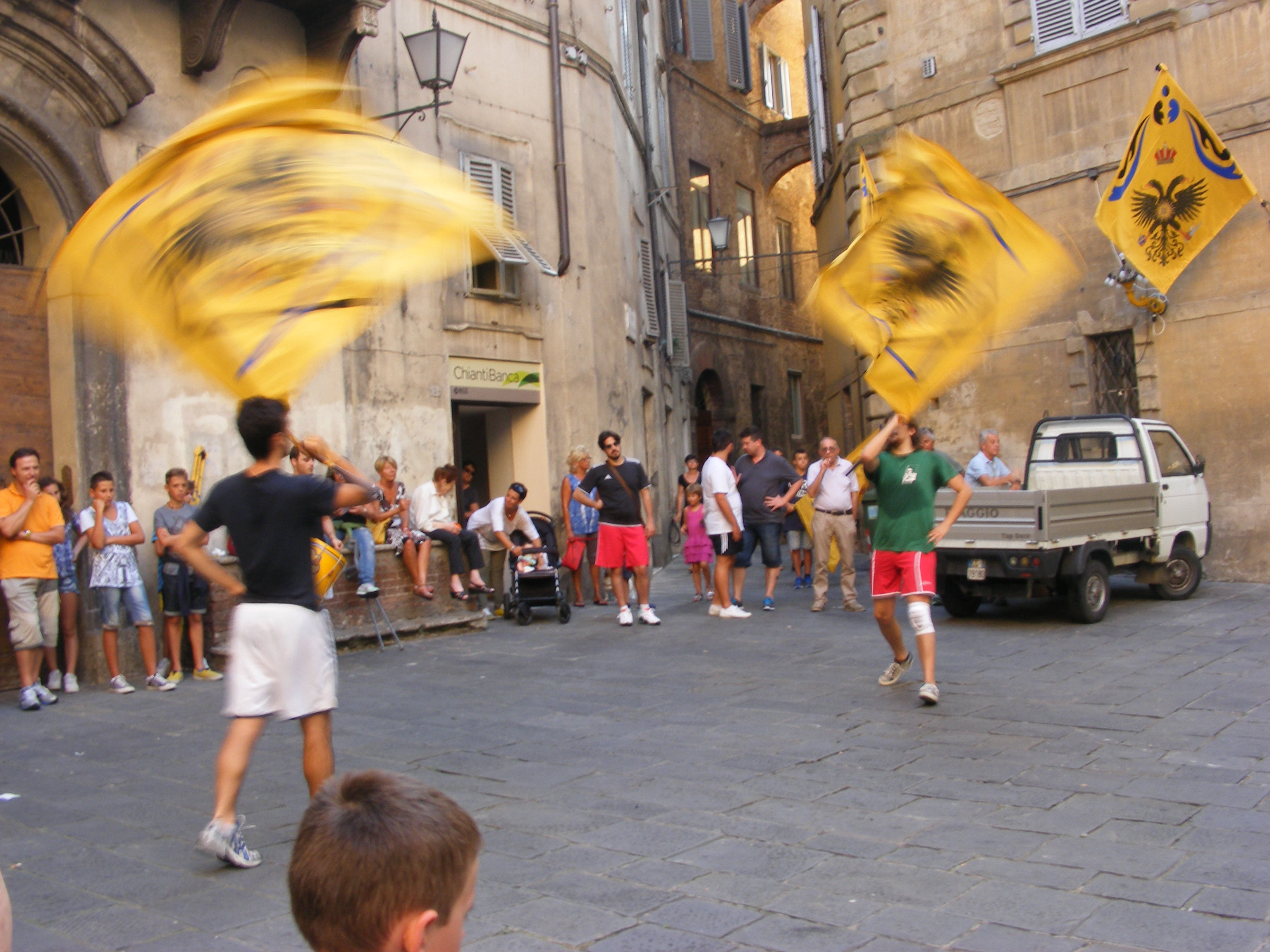
Die Contrada „Aquila“ („Adler“) übt das traditionelle Fahnenschwenken in der Altstadt

Die Contraden (le contrade) sind am besten als Nachbarschaftsgemeinschaften zu beschreiben, die auch die Stadtteile Sienas repräsentieren.
Jede contrada verehrt ihren Schutzheiligen, besitzt eine Kirche, ein Gemeindehaus, ein Haus für die Aufbewahrung der Trophäen, Urkunden und die historischen Kostüme, außerdem einen Brunnen, in dem der neue contradaiolo seine weltliche Taufe empfängt. Eine Bürgerin bzw. ein Bürger Sienas wird in seine Contrade hineingeboren und gehört zu ihr bis zum Tod. Die Bürger der Contraden werden contradaioli genannt.
In früheren Zeiten gab es eine größere Anzahl von Contraden. Heute existieren noch 17 Contraden. Es gibt große und kleine, reiche und weniger wohlhabende Contraden. Die heute existierenden Contraden sind:
| Contrade                                                                          | Contrade                                                     | Contrade                                                           |
| --------------------------------------------------------------------------------- | ------------------------------------------------------------ | ------------------------------------------------------------------ |
| Die Contrade des Adlers (ital.: Nobile Contrada dell’Aquila)                      | Die Contrade des Drachen (ital.: Contrada del Drago)         | Die Contrade des Einhorns (ital.: Contrada del Leocorno)           |
| Die Contrade des Käuzchens (bzw. der Eule) (ital.: Priora Contrada della Civetta) | Die Contrade der Gans (ital.: Nobile Contrada dell’Oca)      | Die Contrade der Giraffe (ital.: Imperiale Contrada della Giraffa) |
| Die Contrade der Muschel (ital.: Nobile Contrada del Nicchio)                     | Die Contrade des Waldes (ital.: Contrada della Selva)        | Die Contrade des Panthers (ital.: Contrada della Pantera)          |
| Die Contrade der Raupe (ital.: Nobile Contrada del Bruco)                         | Die Contrade der Schildkröte (ital.: Contrada della Tartuca) | Die Contrade der Schnecke (ital.: Contrada della Chiocciola)       |
| Die Contrade des Stachelschweins (ital.: Contrada Sovrana dell'Istrice)           | Die Contrade des Turms (ital.: Contrada della Torre)         | Die Contrade der Welle (ital.: Capitana Contrada dell’Onda)        |
| Die Contrade des Widders (ital.: Contrada di Valdimontone)                        | Die Contrade der Wölfin (ital.: Contrada della Lupa)         |                                                                    |

Von den verschwundenen Contraden seien die Contrade der Eiche, der Viper, des Bären, des Löwen, des Hahns und des Schwertes genannt.
Historisch nur teilweise nachvollziehbar, aber traditionell „verfeindet“ sind: Wölfin und Stachelschwein, Adler und Panther, Schnecke und Schildkröte, Giraffe und Raupe, Einhorn und Eule, Widder und Muschel sowie Turm mit Gans und Welle.
Wenn man aufmerksam durch die Altstadt Sienas streift, kann man an etlichen Gebäuden die Zeichen der Contraden entdecken. Diese markieren die Grenze einer Contrada zur nächsten, angrenzenden Contrada. Contradaioli kennzeichnen auch persönliche Gegenstände mit den Symbolen und den Farben der eigenen Contrada.

## Die Sieger
Seit dem Jahr 1900 bis 2014 waren folgende Contraden am häufigsten siegreich:
- Juli-Palios: Oca mit zwölf Siegen, Montone und Onda mit neun Siegen sowie Drago, Istrice und Lupa mit je acht Siegen
- August-Palios: Selva mit zwölf Siegen, Tartuca mit zehn Siegen, Drago, Giraffa, Nicchio und Oca mit jeweils neun Siegen sowie Chiocciola mit jeweils acht Siegen
- Gesamt: Oca mit 21 Siegen, Selva mit 18 Siegen, Drago mit 17 Siegen

### Siegreiche Contraden der letzten Jahre
| Jahr | Juli-Palio                              | August-Palio                            |
| ---- | --------------------------------------- | --------------------------------------- |
| 2007 | Oca                                     | Leocorno                                |
| 2008 | Istrice                                 | Bruco                                   |
| 2009 | Tartuca                                 | Civetta                                 |
| 2010 | Selva                                   | Tartuca                                 |
| 2011 | Oca                                     | Giraffa                                 |
| 2012 | Onda                                    | Valdimontone                            |
| 2013 | Oca                                     | Onda                                    |
| 2014 | Drago                                   | Civetta                                 |
| 2015 | Torre                                   | Selva                                   |
| 2016 | Lupa                                    | Lupa                                    |
| 2017 | Giraffa                                 | Onda                                    |
| 2018 | Drago                                   | Lupa                                    |
|      | Sonderpalio: Tartuca                    |                                         |
| 2019 | Giraffa                                 | Selva                                   |
| 2020 | abgesagt (COVID-19-Pandemie in Italien) | abgesagt (COVID-19-Pandemie in Italien) |
| 2021 | abgesagt (COVID-19-Pandemie in Italien) | abgesagt (COVID-19-Pandemie in Italien) |
| 2022 | Drago                                   | Leocorno                                |
| 2023 | Selva                                   | Oca                                     |
| 2024 | Onda                                    | Lupa                                    |
| 2025 | Oca                                     | Valdimontone                            |

## Rezeption
Der Film Keine Schonzeit für Blondinen aus dem Jahr 1957 wurde überwiegend in Siena gedreht und endet mit einem inszenierten Palio.
Im James-Bond-Film Ein Quantum Trost, der zu Beginn in Siena spielt, werden Szenen des 2007er Palios gezeigt. Auch im Film Der Brummbär von 1986 bildet das Rennen einen Teil der Kulisse.
Der US-amerikanische Dokumentarkurzfilm Grandad of Races, der 1951 für einen Oscar nominiert wurde, widmet sich vollständig dem Palio di Siena.
Das Leben der Stute Gaudenzia, die viermal im Palio siegte, wurde von Marguerite Henry in dem Roman Der Sieger von Siena geschildert.